# 福井市スポーツ公園野球場
福井市スポーツ公園野球場（ふくいしスポーツこうえんやきゅうじょう）は、福井県福井市の福井市スポーツ公園内にある野球場。愛称「福井フェニックススタジアム（略称：フェニスタ）」。福井市が運営管理を行っている。

## 歴史
福井市街中心部の東公園にあった福井市野球場（旧福井市営野球場）の老朽化に伴い、日野川左岸部の旧清水町境付近にて整備が進められている同市スポーツ公園における最大面積の運動施設で、2008年6月に竣工。同月20日に竣工式が執り行われた。なお、同日限りで前述の市野球場は供用を終了（この日のみ両球場で東日本軟式野球大会の試合が行われた）、スタンドを撤去のうえ福井市東公園グラウンドとなっている。
同年から高校野球、中学野球などアマチュア野球公式戦が行われている。2008年からはベースボール・チャレンジ・リーグ加盟球団の福井ミラクルエレファンツ→福井ワイルドラプラーズが主催試合を開催しており、2010年代後半以降は主たる開催球場となった。同球団は2022年から日本海オセアンリーグの福井ネクサスエレファンツとなり、引き続き公式戦が開催されたが（「セントラル開催方式」のため、他県が本拠地となるチームのホームゲームも含む）、同年シーズンで福井球団は活動を休止した。

## 施設概要
- グラウンド面積：13,588m2
- 両翼：100m、中堅：122m
- 内野：クレー舗装（黒土混合土）
- 外野：天然芝（高麗芝）
- ブルペン：クレー舗装（黒土混合土）-2レーン×1・3塁ベンチ
  - ウォーニングゾーン及び、外野ファウルエリア（フェアライン含む）：ショートパイル人工芝
- 照明設備：鉄塔6基
  - 最大照度：内野1500Lx、外野800Lx
- 収容人数：10,000人
  - 内野：4,164人（背もたれ付セパレート席）、外野：約6,000人（芝）
- スコアボード：磁気反転式（左翼線審・右翼線審及び、ave.と球速表示はない）
- サブグラウンド：右翼場外に併設

## 交通
- 京福バス 13桜ヶ丘団地線 「北堀」もしくは「安田」下車。
- 福井駅西口からタクシーで約20分
- 北陸自動車道 福井北インターチェンジから約40分、福井インターチェンジから約40分。

## 公園内その他の施設
- 福井市スポーツ公園サッカー場